# Meschginshahr
Meschginschahr (persisch مشگين شهر Meschgin Schahr) ist eine Stadt im Verwaltungsbezirk Meschginschahr in der Provinz Ardebil im Iran. 2016 hatte die Stadt 74.109 Einwohner.

## Demografie
Bei der Volkszählung 2016 betrug die Einwohnerzahl der Stadt 74.109. Die meisten Einwohner gehören der Volksgruppe der Aserbaidschaner an und sind schiitische Muslime.
| Zensusjahr | Einwohnerzahl |
| ---------- | ------------- |
| 1996       | 49.787        |
| 2006       | 63.655        |
| 2011       | 66.883        |
| 2016       | 74.109        |